# Pîrlița (Ungheni)
Pîrlița es una comuna de la República de Moldavia ubicada en el distrito de Ungheni.
En 2004 tiene 5044 habitantes, de los cuales 4102 son étnicamente moldavos-rumanos, 761 ucranianos y 128 rusos. La población de la comuna se reparte entre dos pueblos:
- Pîrlița (pueblo), 4474 habitantes;
- Hristoforovca, 570 habitantes.

En 1817 se construyó en la localidad una iglesia de madera dedicada a San Juan Bautista. En la localidad hay un museo dedicado a las tradiciones populares locales.
Se ubica en el cruce de las carreteras R1 y R17, unos 10 km al noreste de Ungheni.